# Vinax
Vinax é uma comuna francesa na região administrativa da Nova Aquitânia, no departamento de Charente-Maritime. Estende-se por uma área de 9,19 km². Em 2010 a comuna tinha 61 habitantes (densidade: 6,6 hab./km²).